# Сауер Џон (Оклахома)
Сауер Џон (енгл. Sour John) насељено је место без административног статуса у америчкој савезној држави Оклахома.

## Демографија
По попису из 2010. године број становника је 60, што је 1 (-1,6%) становника мање него 2000. године.
| Група             | 2000.      | 2010.      |
| Белци             | 41 (67,2%) | 34 (56,7%) |
| Афроамериканци    | 2 (3,3%)   | 0 (0,0%)   |
| Азијати           | 0 (0,0%)   | 1 (1,7%)   |
| Хиспаноамериканци | 0 (0,0%)   | 0 (0,0%)   |
| Укупно            | 61         | 60         |